# Летучий шотландец (фильм, 1929)
«Летучий шотландец» (англ. The Flying Scotsman) — чёрно-белый фильм 1929 года в жанре триллера режиссёра Каслтона Найта. Действие фильма разворачивается на поезде Flying Scotsman, следующего из Лондона в Эдинбург, который ведёт одноимённый паровоз. Дебют в главной роли Рэя Милланда. Известен смелыми трюками на движущемся поезде.

## Сюжет
Машинист Боб Уайт собирается уйти на пенсию после многих лет безупречной службы. В последний день работы ему решает отомстить бывший кочегар Кроу, уволенный за пьянство по доносу Боба. Местью должна стать катастрофа поезда «Летучий шотландец».
Новый кочегар Боба, молодой парень Джим Эдвардс, влюбляется в девушку, которая также села в поезд, чтобы предотвратить катастрофу. Кочегар не знает, что отцом девушки является Боб.

## Бросить
Фильм примечателен тем, что в ней в главной роли дебютировал валлийский актёр Рэй Милланд, ставший знаменитым в Голливуде в 1940-е годы. Милланд, настоящее имя которого Альфред Джонс, был замечен режиссёром Каслтоном Найтом среди массовки фильма The Informer, съёмки которого проходили на соседней площадке.
Милланд в своей автобиографии вспоминает, что именно в этом фильме, что ему было предложено придумать сценический псевдоним. Милланд снимался еще в двух фильмах Найта: The Lady from the Sea и The Plaything.
Полин Джонсон, сыгравшая главную женскую роль, была одной из ведущих английских актрис немого кино своего возраста, хотя после 1930 года появилась лишь в нескольких фильмах. Муру Марриотту, игравшему в фильме старого машинсита, был всего лишь 41 год на момент съёмок.
- Мур Мэриотт — Боб Уайт
- Полин Джонсон — Джоан Уайт, его дочь
- Рэй Милланд (как Рэймонд Милланд) — Джим Эдвардс
- Алек Харли — Кроу (злодей)

## Производство

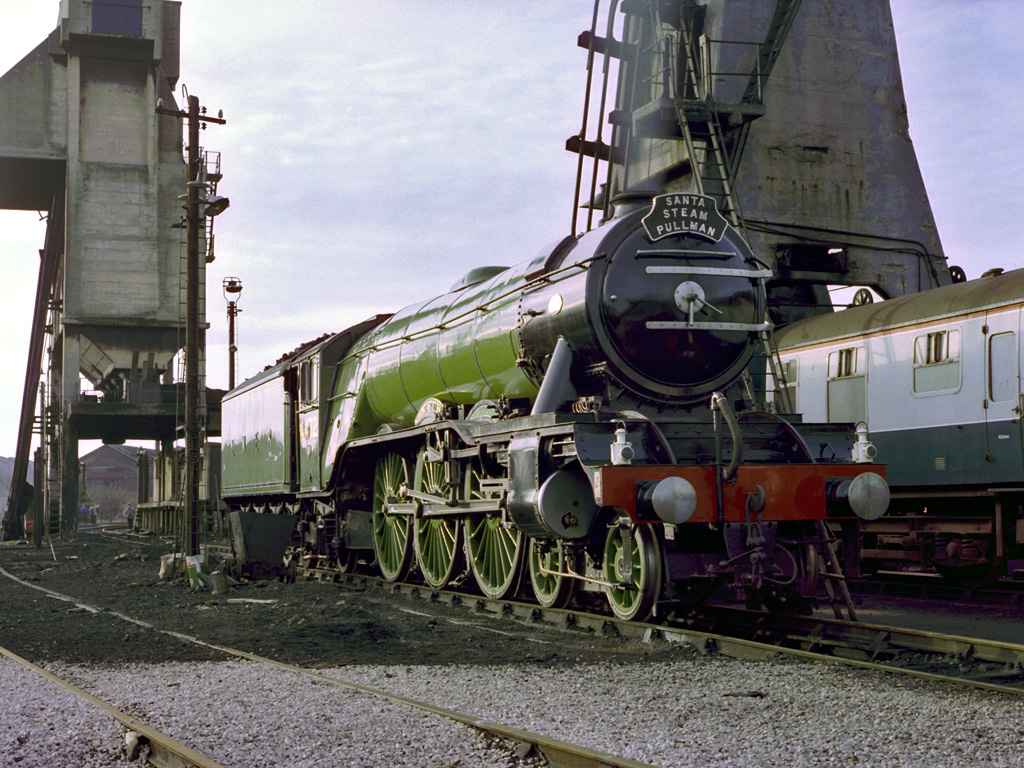
В фильме показан паровоз Flying Scotsman

Фильм был снят в сотрудничестве с железнодорожной компанией London and North Eastern Railway (LNER), которая предоставила паровоз своего флагманской серии А1 — 4472 Flying Scotsman, а также линию Hertford Loop Line.Данный паровоз широко использовался LNER в рекламных целях, он участвовал в Британской имперской выставка 1924 года установил несколько рекордов скорости. На момент его появления в фильме паровоз принадлежал к серии А1 и был перестроен в более современную серию А3 только в 1947 году. Он является единственным представителем своего класса, сохранившимся до настоящего времени.
Все трюки в фильме выполнены на движущемся поезде самими актерами. Самым опасным спал переход Полин Джонсон по внешней стороне поезда с вагона на паровоза в туфлях на высоких каблуках.
Считается, что Найджел Грезли, главный механик LNER и главный конструктор паровоза, был так обеспокоен небезопасными трюками, показанными в фильме, например, отсоединением локомотива от поезда во время движения, что настаивал на указании в начальных титрах о невозможности таких вещей в LNER. Похожее пояснение приведено: "Для целей фильма некоторые художественные условности были приняты в отношении безопасности оборудования, используемого на «Летучем шотландце». Историк кино Джон Хантли в передаче на Би-би-си утверждал, что Грезли впоследствии запретил любые дальнейшие съемки на LNER.
Наряду с «Шантажом» Альфреда Хичкока, фильм стал одним из первых британских звуковых фильмов. Первоначально он снимался как немой, и решение сделать звуковую дорожку было принято в ходе производства. В результате начальные сцены сопровождаются титрами и музыкой вместо записанного голоса, а диалоги персонажей звучат только к концу фильма. Не установлено, был ли он изначально выпущен со звуком: некоторые историки, например, Джон Хантли, утверждают, что «Летучий шотландец» стал самым ранним британским звуковым фильмом, опередив «Шантаж». По данным базы данных BFI, озвученная версия фильма вышла в марте 1930 года.